# Nicolás Tagliafico
Nicolás Alejandro Tagliafico (Buenos Aires, 31 de agosto de 1992), é um futebolista argentino que atua como lateral-esquerdo. Atualmente joga no Lyon.

## Carreira

### Início
Nicolás Tagliafico se profissionalizou no Banfield, em 2010. Dois anos depois, conseguiu marcar seu primeiro gol – aos 90 minutos – na 11ª partida do Torneo Clausura do Campeonato Argentino em empate por 1–1 diante o San Lorenzo.
Suas performances levaram o Real Murcia Club de Fútbol a contratarem o lateral por empréstimo de uma temporada após o rebaixamento do Banfield no Campeonato. O argentino rumou à Espanha ainda no ano de 2012 e ficou lá até o fim da época. Por lá, ajudou o clube a ficar na 19ª colocação e evitar um rebaixamento à Terceira Divisão Espanhola.
Após uma época pouco brilhante, apesar do grande número de jogos no Real, o atleta retornou ao Banfield e ajudou o time a reconquistar o seu espaço na Primeira Divisão Argentina. Mesmo ainda não fazendo muitos jogos, esteve no clube que conquistara a primeira colocação na Primeira B Nacional.
Em 2014, pelo Campeonato Argentino, o atleta estreou como capitão e titular em uma derrota para o Godoy Cruz por 3–0. Futuramente, na 11ª jornada, fizera um tento contra o Atlético de Rafaela.
Em fevereiro de 2015, decidiu sair do seu clube formador, mas não deixou o país de origem. Por lá, assinou com uma das equipes mais tradicionais do país.

### Independiente
Nicolás Tagliafico chegou no clube em 2015, e integrou o Independiente na campanha vitoriosa da Copa Sul-Americana de 2017.[carece de fontes?]
Nos anos que ficou no clube, Nicolás transitou por diferentes funções táticas, tendo também se desenvolvido como zagueiro. Suas boas performances e liderança no clube vermelho levou o defensor a tornar-se um dos capitães da equipe no ano de 2017. Tamanha foi sua relevância no clube que ele era o jogador com a braçadeira nas duas partidas da final da competição continental contra o Flamengo.
Antes de deixar a Argentina, Nicolás foi eleito pelo jornal uruguaio El País à Equipe Ideal da América em 2017; superando todos os demais jogadores da posição que atuavam no futebol americano.
Pelo Independiente fez  76 partidas disputadas e dois gols marcados: o primeiro contra o River Plate e o segundo contra sua ex-equipe.

### Ajax
Em 05 de janeiro de 2018 o Ajax anunciou a contratação de Nicolás Tagliafico por quatro anos e meio.
Nicolás chegou na metade da temporada, mas rapidamente conquistou espaço no clube de Erik ten Hag. O sul-americano foi titular já em sua estreia na Eredivisie justamente em um clássico contra o Feyenoord Rotterdam. Na partida, jogou 89 minutos e ajudou a equipe a não levar nenhum gol em uma vitória por 2–0.
Em sua quarta partida na Liga, na 22ª rodada, o argentino participou de gols pela primeira vez. Jogando contra o Roda JC, o lateral deu um passe para Donny van de Beek abrir o placar e, aos 82 minutos, fizera o mesmo para Klaas-Jan Huntelaar fechar o marcador e garantir o seu doblete na goleada por 4–2. Seu primeiro gol ocorreu na jornada 27, onde desempatou o placar para 2–1 diante o Sportclub Heerenveen. Futuramente, o clube de Amsterdam garantiria os três pontos em uma goleada por 4–1.
Na 31ª rodada, o Ajax entrou em campo para enfrentar o líder PSV para tentar encurtar a distância de ambos os clubes e, desse modo, impedir que a equipe conquistasse o título naquela rodada. O jogo, porém, foi catastrófico para Nicolás, pois ele levou seu primeiro cartão amarelo aos 35 minutos e o segundo aos 80. A equipe de Phillip Cocu, à altura, já vencia o adversário por 3–0 e ainda viu Siem de Jong, companheiro de time de Tagliafico, receber outro cartão vermelho. Desse modo, o time da casa conquistou seus três pontos apenas controlando o placar já consolidado. Ao apito final, o time da vencedor também comemorou a conquista de mais um Campeonato Neerlandês.
Na temporada seguinte, em 2018–19, o defensor tivera seu grande ano coletivo e individual com os demais jogadores do Ajax. Pela Eredivisie, mesmo tendo sido acometido por breves lesões ao longo da época, o jogador foi peça importante na defesa neerlandesa formada por ele, Noussair Mazraoui (lateral direito), Matthijs de Ligt, Daley Blind (dupla de zaga) e André Onana (goleiro). Juntos, os atletas conquistaram a Liga Nacional, com o lateral esquerdo fazendo dois gols nesse percurso, tornando-se o Melhor Jogador do Mês de Novembro e estando presente, inclusive fazendo gol, na goleada por 4–1 diante o De Graafschap que deu tal título a ele e aos seus companheiros.
Nessa época, o jogador também esteve em campo na conquista da Copa dos Países Baixos, onde jogou as duas últimas partidas. Na primeira, contra o Feyenoord, marcou um gol na vitória por 3–0. Novamente titular, na final, foi eficaz ajudando os outros defensores a garantirem mais uma partida não vazada e eles venceram o Willem II Tilburg por 4–0.
A Liga dos Campeões da UEFA de 2018–19 também reservou momentos muito positivos ao defensor. Em sua estreia na Fase de Grupos, foi essencial na vitória diante o AEK Atenas fazendo dois gols em uma vitória por 3–0. Futuramente, o jogador ainda viria a estufar as redes, quase no último minuto, do FC Bayern München no empate por 3–3 na última partida da Fase de Grupos. Ao longo da competição, o Ajax eliminou outros clubes e tornou-se a sensação da Champions League, porém, em jogo contra o Tottenham, o time foi superado pelos ingleses após uma grande performance individual de Lucas Moura, que fizera um hat-trick, e amargaram uma eliminação na semifinal pelo gol fora de casa, após um empate em 3–3 no agregado.

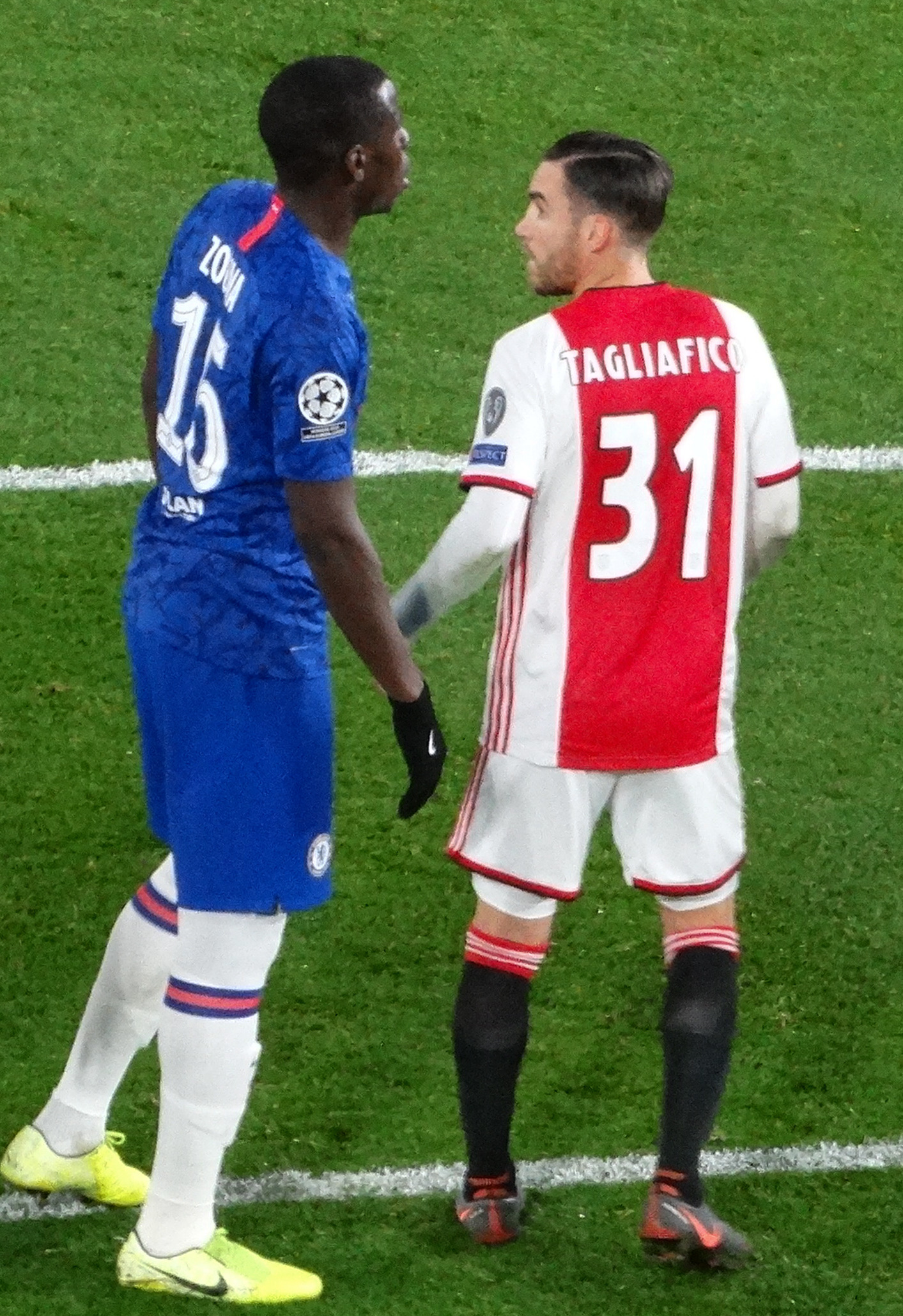
Tagliafico marcando Kurt Zouma em partida diante o Chelsea.

As demais campanhas dos neerlandeses na Liga dos Campeões, porém, foi menos estrelada. Na edição posterior, Tagliafico novamente estreou fazendo um gol contra o LOSC Lille, mas o clube não conseguiu passar da Fase de grupos até a edição de 2021–22, onde foram eliminados nas oitavas de final pelo Benfica.
Nas vezes que o time não avançou de Fase, eles tiveram de estar em campo na Liga Europa. Em 2020, rapidamente foram eliminados nos 16 avos diante o Getafe, sendo, no ano seguinte, eliminados nas quartas de final contra a Roma.
Retornando aos gramados neerlandeses, o jogador tivera campanhas mais sólidas na Copa dos Países Baixos, mas só entrou em campo em uma decisão apenas em 2021 – após eliminação na semifinal no ano anterior. Na vez que pudera conquistar o troféu, contra o Vitesse, assim o fez após o placar ser favorável aos seus companheiros. Em 2022, marcou seu segundo, e último, gol na competição em jogo diante o Excelsior Maassluis que terminou 9–0. Essa campanha levou a equipe novamente à final, mas, sem Nicolás em campo, perdeu por 2–1 contra o PSV.
As demais temporadas de Nicolás na Eredivisie também foram positivas, com o jogador fazendo três gols na edição de 2019–20, sendo um doblete diante o Hereenveen e um tento contra o Feyenoord. O clube fazia uma grande campanha, liderando o Campeonato, mas a Pandemia de COVID-19 nos Países Baixos impediu que a Liga fosse continuada e ela foi concluída sem um vencedor oficial.
Nicolás continuou sendo peça frequentemente utilizada pelo comandante neerlandês no elenco, participando ativamente dos próximos dois títulos de Campeonato Nacional, mas com numeração variada entre eles. A partir da Eredivisie de 2021–22, Tagliafico viu o seu espaço ser gradualmente reduzido após a participação de Daley Blind e Lisandro Martínez na lateral esquerda do Ajax. Apesar disso, o jogador ainda era utilizado com alguma frequência, estando nos gramados em 22 oportunidades. De tal forma, vencera a Liga toda as vezes e que conseguiu disputá-la desde o começo.
Tais títulos levaram o Ajax a disputar a Supercopa dos Países Baixos em duas oportunidades com Tagliafico. Na primeira, em 2019, ele nem foi relacionado, mas o time vencera o PSV por 2–0. No ano de 2021, os times voltariam a se encontrar e com Nicolás em campo por 40 minutos. No jogo, ele foi expulso e o time adversário conquistara o troféu em uma goleada por 4–0.
Finalizou sua passagem por Amsterdão com mais de 160 jogos, conquistou três vezes o Campeonato Holandês, duas Copas da Holanda e uma Supercopa da Holanda.

### Lyon

#### 2022–23
Em 21 de julho de 2022 o Lyon fechou a contratação de Nicolás Tagliafico até 2025, por € 4 milhões (R$ 22 milhões) junto ao Ajax.
Nicolás iniciou sua passagem pelo Lyon de maneira positiva, após ter sido titular na rodada de abertura da Ligue 1 de 2022–23 marcou seu único gol na temporada na segunda partida, onde estufou as redes do Troyes na goleada por 4–1. Inicialmente, atuou com frequência na lateral esquerda, mas posicionou-se mais à frente, atuando essencialmente como meia aberto pelo mesmo lado, com a chegada de Laurent Blanc. Desse modo, por vezes também contribuiu com oito assistências ao decorrer de todas as competições francesas que a equipe disputara em tal época. Mesmo longe de qualquer título, conseguindo apenas a semifinal da Copa da França, o jogador concluiu sua época com nove participações diretas a gol em 38 jogos.

#### 2023–24
Apesar de ter marcado um gol em sua estreia na Ligue 1, a equipe somou muitos resultados negativos no início da temporada e o time demitiu Blanc de maneira precoce. De tal forma, a equipe transitou por outros treinadores até se firmar com Pierre Sage para o comando da equipe que brigava ativamente contra o rebaixamento na Liga.
Durante tal época, o já Campeão do Mundo tivera de alternar entre e bons e maus momentos em todo período. Nas 25 partidas disputadas na Liga, o jogador chegou a ser suspenso por cartões em três oportunidades, sendo o cartão vermelho, o único na época, ocorrido na mesma partida em que fizera um dos gols em uma vitória por 4–3 diante o Brest. Entre lesões menores e uma opção do treinador Sage, o jogador participou de apenas mais dois jogos depois da suspensão e só disputou ativamente a Copa da França.
Na Copa, Tagliafico tivera sua melhor campanha na competição. Apesar de não ter participado diretamente de nenhum tento, o argentino foi titular em todos os jogos e ajudou a equipe a chegar na decisão. Contudo, o time perdeu a partida decisiva para o PSG pelo placar de 2–1.
Ao fim da temporada, o jogador tivera um aumento no número de cartões tendo levado nove ao todo – oito amarelos e um vermelho –; ao mesmo tempo que tivera um aumento no número de gols – quatro –, e uma menor distribuição de assistências – uma –. O atleta conquistou esses números em 32 partidas.

#### 2024–25
Em seu último ano de contrato, o jogador optou, antes mesmo do fim da época, por renovar com a equipe francesa. De acordo com os tabloides locais, Nicolás teria usado como argumento a falta de segurança na cidade de Lyon e a saída de Pierre Sage para justificar sua decisão. Apesar do desejo, a torcida do time almejava a permanência do Campeão Mundial no elenco.

## Seleção

### Base

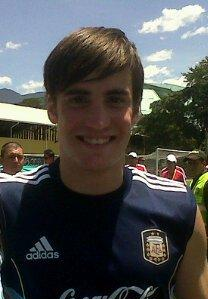
Tagliafico em 2011 no Mundial da Categoria Sub-20.

Nicolás Tagliafico tivera participações nas Seleções de Base da Argentina Sub-17 – onde disputara os dois últimos jogos da Seleção na Copa do Mundo da categoria em 2009 – e Sub-20. Nesta última, disputara a Copa do Mundo FIFA Sub-20 de 2011 e lá foi titular em todos os jogos. Os argentinos, contudo, foram eliminados nas penalidades e Nicolás foi um dos jogadores a errar uma cobrança.
Nicolás também foi convocado para disputar o Campeonato Sul-Americano de Futebol Sub-15 de 2007, o Sub-17 de 2009 e o Sub-20 de 2011 – tendo entrado em campo somente na última edição, onde também marcou um gol. A melhor campanha do defensor nessas competições foi em 2009, onde ficou com a segunda posição, uma além das outras que disputara e 2007 e 2011.

### Argentina
No dia 9 de junho de 2017, Tagliafico foi convocado por Jorge Sampaoli e estreou em uma partida contra a Seleção Brasileira em uma amistoso vencido pelos argentinos por 1–0.

### Copa do Mundo de 2018

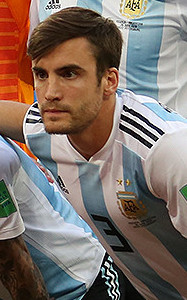
Tagliafico em 2018, na Copa do Mundo.

Posteriormente, foi convocado para demais amistoso e convocado à Copa do Mundo de 2018. Lá, foi titular em todas as partidas, mas amargou uma eliminação diante a França nas oitavas de final.
A saída de Jorge deu lugar a chegada de Lionel Scaloni que colocou Nicolás, na ausência do ídolo nacional Lionel Messi, como capitão da Seleção já nos primeiros dois amistosos pós eliminação da Copa do Mundo. Desse modo, o jovem lateral esquerdo esteve com a braçadeira nas partidas diante a Guatemala e a Colômbia.

#### Copa América 2019
Despontando como um dos grandes destaques do Ajax, Nicolás permaneceu constantemente nas convocações de Scaloni nos amistosos e posteriormente foi levado pelo mesmo à disputa da Copa América de 2019. Lá, foi novamente titular em todos os jogos, mas foram eliminados na semifinal pelos anfitriões e ficaram apenas com a terceira colocação geral após vencerem o Chile por 2–1.

#### Copa América 2021
A derrota não impediu que o jogador continuasse sendo uma das peças mais frequente nas convocações. Após mais partidas, ele foi novamente chamado para disputar a Copa América e lá conseguiu comemorar um troféu oficial com os argentinos. Deixando de participar de somente duas partidas, o lateral comemorou o título após derrotar o Brasil na decisão por 1–0.

#### Copa dos Campeões CONMEBOL–UEFA 2022

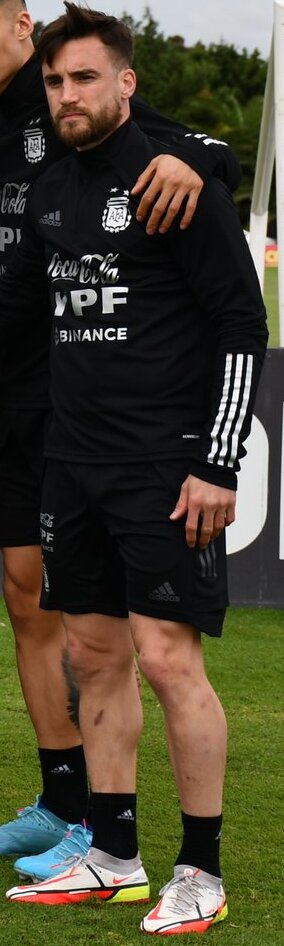
Tagliafico com a Seleção em 2022.

Em 2022, um ano após vencer a Copa América, Scaloni chamou Tagliafico novamente para novas convocações e coube ao lateral jogar mais 90 minutos contra a Itália, vencedora da Euro 2020, e comemorar o primeiro título da Copa dos Campeões CONMEBOL–UEFA.

### Copa do Mundo 2022
No mesmo ano, foi novamente convocado à Copa do Mundo. Lá, repetiu sua demasiada participação, ficando ausente apenas de uma partida, e viu os companheiros fazerem uma grande campanha. Mesmo sem jogar os 90 minutos frequentemente, não deixava de estar em campo e atuou como titular por 100% do tempo nas duas partidas que encerravam a competição.
Na final, onde enfrentaram a França, viu Kylian Mbappé marcar um hat-trick, mas contemplou também o talento de Messi (com um doblete) e Ángel Di María que trataram de empatar o jogo. Persistindo o empate na prorrogação, os argentinos acertaram todas as suas cobranças e os europeus não estufaram as redes em duas chances, dando assim o título novamente aos Sul-Americanos.
Tagliafico, em um jogo de Eliminatórias para Copa de 2026 contra a Bolívia, em setembro de 2023, finalmente conseguiu marcar aquele que seria seu primeiro gol com a Seleção Argentina. Após cobrança de falta de Dí Maria, coube ao lateral esquerdo chutar para o gol e ampliar o placar para 2–0 diante os bolivianos. Ao apito final, eles venceram a partida por 3–0.

#### Copa América 2024
Consolidado, Tagliafico participara ativamente dos demais jogos e foi novamente chamado para disputa de uma competição oficial. Participando de 100% dos jogos, o jogador foi novamente um vencedor ao contemplar a vitória dos argentinos diante a Colômbia na final da Copa América de 2024 na prorrogação.
Na sequência das Eliminatórias, a Argentina dominava a competição e conseguia garantir-se com folga na primeira colocação entre todas as dez Seleções participantes. No mês de março de 2025, os argentinos golearam a Seleção Brasileira por 4–1 e Nicolás tratou de dar uma assistência para Giuliano Simeone marcar o último gol da sua seleção. Após a vitória consistente, o então treinador da Amarelinha, Dorival Júnior, foi demitido do cargo.
Em análise, Nicolás comentara sobre o jogo vitorioso:
| “                                                    | Como queriam jogar assim? Olha aqui, 4-4-2. Para jogar em um 4-4-2 assim é praticamente impossível. Primeiro porque a gente tinha três jogadores no meio-campo. Três contra dois deles. Só aí eles já tinham um a menos. Somando nesse lance com dois defensores e um goleiro com Thiago (Almada) que desce muito para o meio-campo. Jogamos contra um Brasil que não é um Brasil de antes. Mas que gosta de ter a bola. Brasil sempre gosta de ter a bola. Não gosta de não ter a bola e de ter que correr atrás. Eles tinham muitos atacantes e ficar correndo assim atrás da bola os matavam. | ” |
| — Nicolás analisando o jogo em seu canal no YouTube. | |   |

## Títulos

#### Banfield
- Primera B Nacional: 2013–14

#### Independiente
- Copa Sul-Americana: 2017

#### Ajax
- Copa dos Países Baixos: 2018–19, 2020–21
- Eredivisie: 2018–19, 2020–21, 2021–22
- Supercopa dos Países Baixos: 2019

#### Seleção Argentina
- Superclássico das Américas: 2019
- Copa América: 2021, 2024
- Copa dos Campeões CONMEBOL–UEFA: 2022
- Copa do Mundo FIFA: 2022

### Prêmios Individuais
- Equipe Ideal da América (El País): 2017
- Jogador do mês da Eredivisie: Novembro de 2018